# Tole extans
Tole extans is een geslacht van pissebedden uit de superfamilie Janiroidea. De wetenschappelijke naam van de soort is voor het eerst geldig gepubliceerd in 1914 door Keppel Harcourt Barnard. Tole extans is niet aan een familie toegewezen en wordt ondergebracht in de Janiroidea incertae sedis.